# Tavares Bastos (favela)

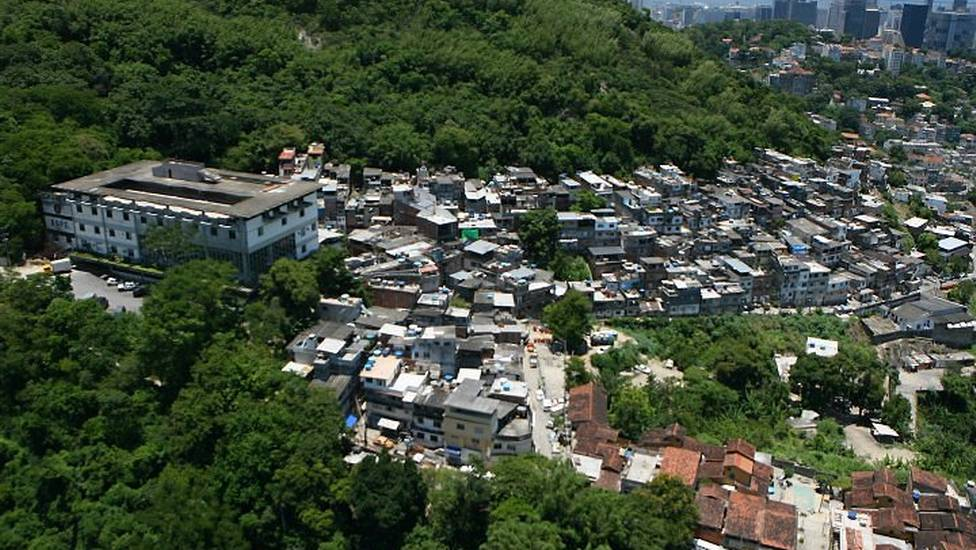
Vista aérea da comunidade

A comunidade Tavares Bastos é uma comunidade localizada no Morro da Nova Cintra, no bairro do Catete, na Zona Sul da cidade do Rio de Janeiro, no Brasil. A comunidade foi nomeada segundo a sua principal via de acesso, a Rua Tavares Bastos.
Ficou conhecida por ser, entre 2000 e 2008, a única das grandes comunidades da cidade onde não existia tráfico de drogas nem a atuação de milícias, devido à localização, na comunidade, da sede do Batalhão de Operações Policiais Especiais da Polícia Militar do Estado do Rio de Janeiro. A sede foi inaugurada em 2000. Em 2008, foi inaugurada, na comunidade Santa Marta, no bairro de Botafogo, a primeira Unidade de Polícia Pacificadora na cidade, fazendo com que a comunidade Tavares Bastos deixasse de ser a única comunidade carioca livre da atuação ostensiva de facções criminosas.
Em 2007, foi escolhida como cenário para as gravações do filme estadunidense O incrível Hulk. Também foi cenário para os filmes brasileiros Tropa de Elite, Xuxa Gêmeas e Maré, Nossa História de Amor, a novela Vidas Opostas, e algumas esquetes do Porta dos Fundos. Serviu também de cenário para gravação do fictício "Morro do Beco" da novela A Força do Querer, de Glória Perez. 
No alto da comunidade, localiza-se o albergue The Maze, que foi cenário para o videoclipe Beautiful, de Snoop Dogg e Pharrell.
No final da comunidade, encontra-se o CRUMBS (Criando um Brasil Social), que abriga o Centro Cultural Zezé Motta. O Crumbs possui um teatro e um cinema, além de um ateliê de pintura e uma sala de música. Atualmente o centro cultural encontra-se desativado.
Em 2011, a comunidade passou a abrigar o Comando de Polícia Pacificadora, a sede de treinamentos das Unidades de Polícia Pacificadora na cidade do Rio de Janeiro.[carece de fontes?]